# Національний парк Сікоцу-Тоя
Національний парк Сікоцу-Тоя (яп. 支笏洞爺国立公園, Shikotsu Tōya Kokuritsu Kōen) — національний парк у західній частині острова Хоккайдо, Японія. Названий на честь вулканічних кальдерних озер Сікоцу та Тоя, загальна площа 993,02 квадратних кілометрів. Популярний курорт із гарячими джерелами Ноборібецу також розташований у межах парку.
Парк можна умовно розділити на п'ять зон:
- Район гори Йотей
- Територія навколо озера Тоя, гори Усу та Сьова-сіндзан (Геопарк кальдери Тоя та вулкана Усу)
- Територія навколо гарячих джерел Ноборібецу (яп. 登別) , Перевал Орофуре (яп. オロフレ峠, Orofure-tōge) і Озеро Куттара (яп. 倶多楽湖, Kuttara-ko)
- Територія навколо Сікоцу (озеро) (яп. 支笏湖, Сікоцу) , Тарумае (яп. 樽前山, Tarumae-zan) і Еніва (яп. 恵庭岳, Eniwa-dake)
- Територія навколо Йодзан-кей (яп. 定山渓) , Ущелина Хохей (яп. 豊平峡, Hōheikyō) і Перевал Накаяма (яп. 中山峠, Nakayama-tōge)

## Галерея зображень

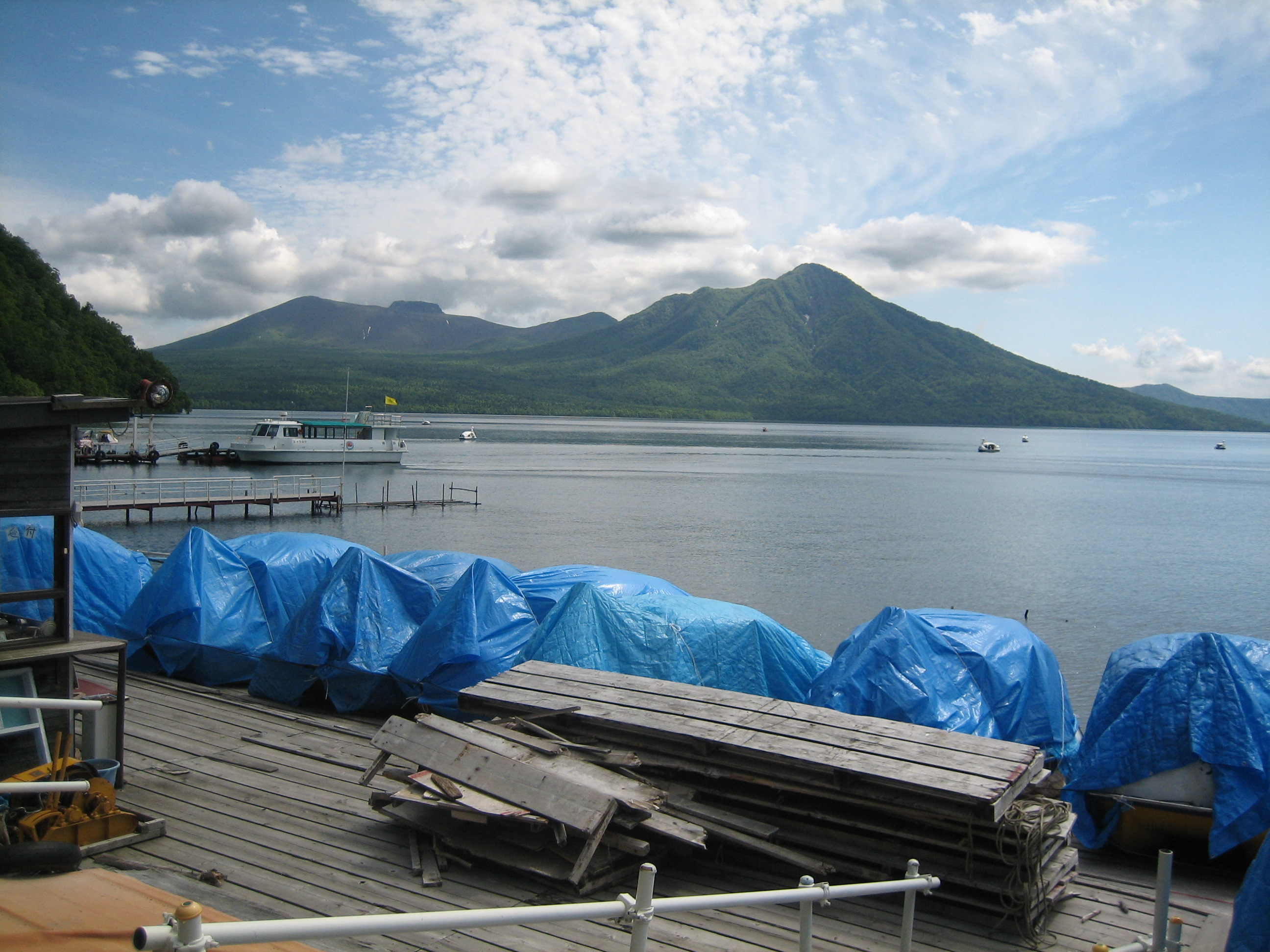
Вид на гору Тарумае з озера Сікоцу
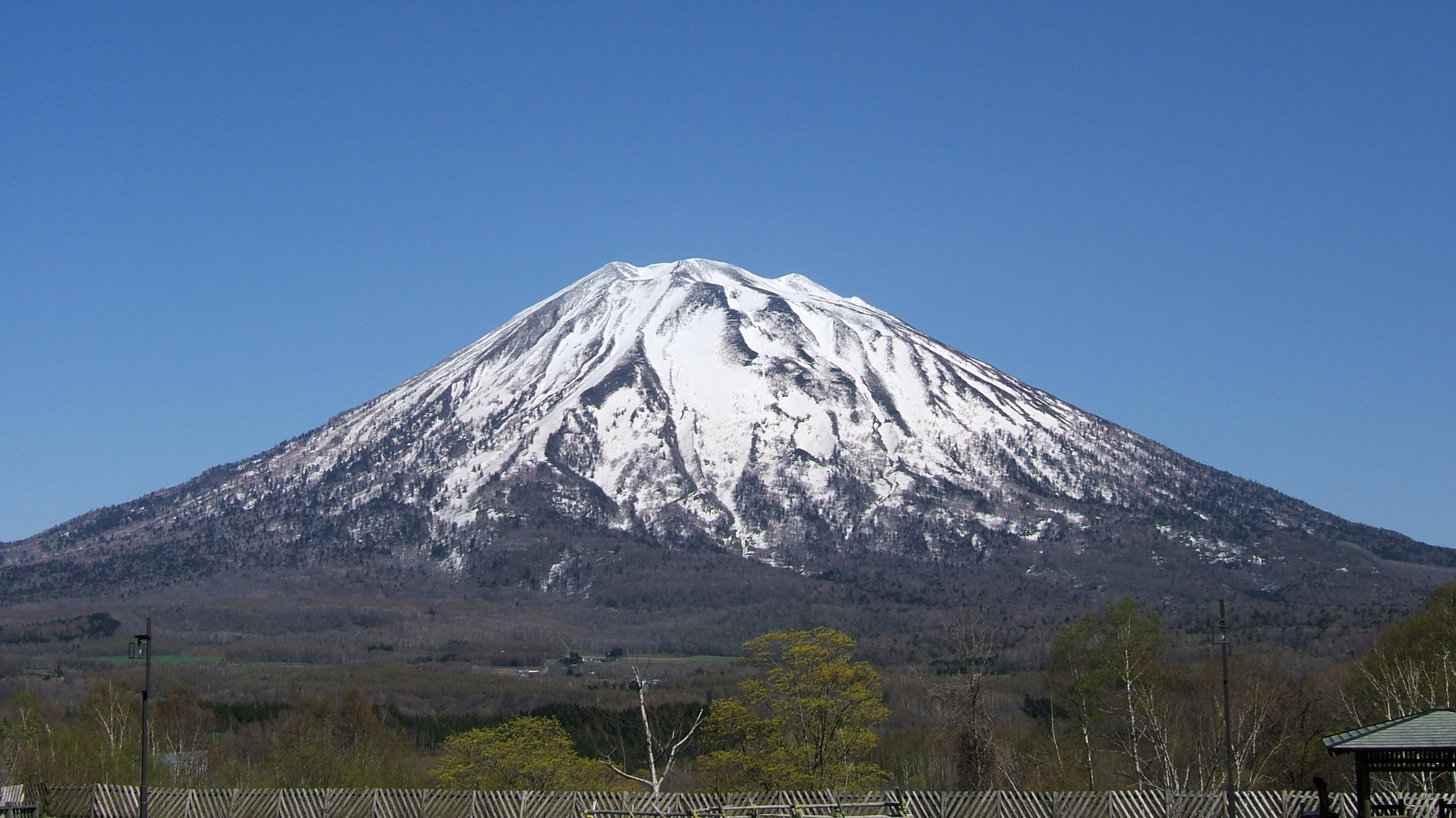
Гора Йотей
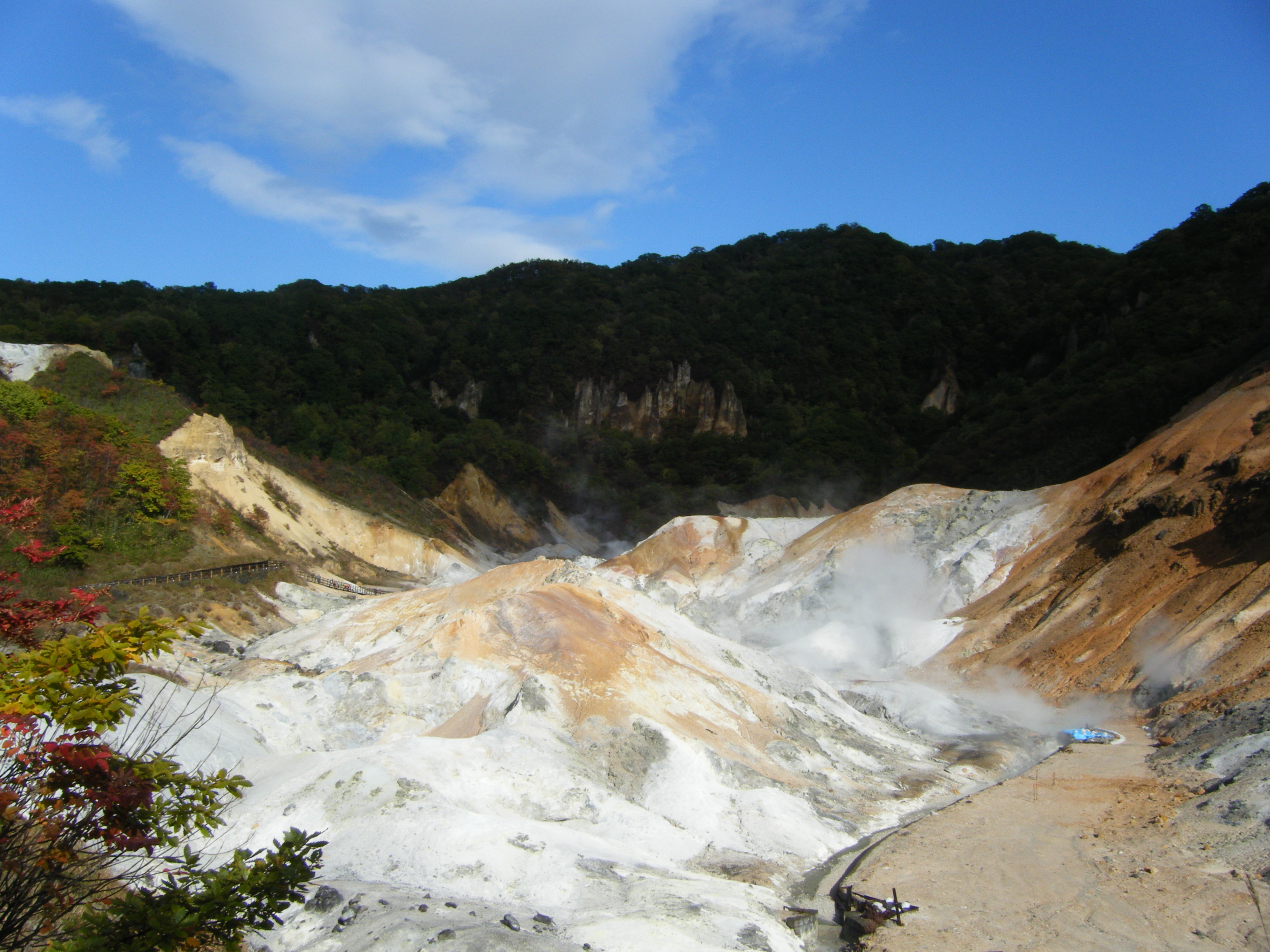
Гаряче джерело Ноборібецу
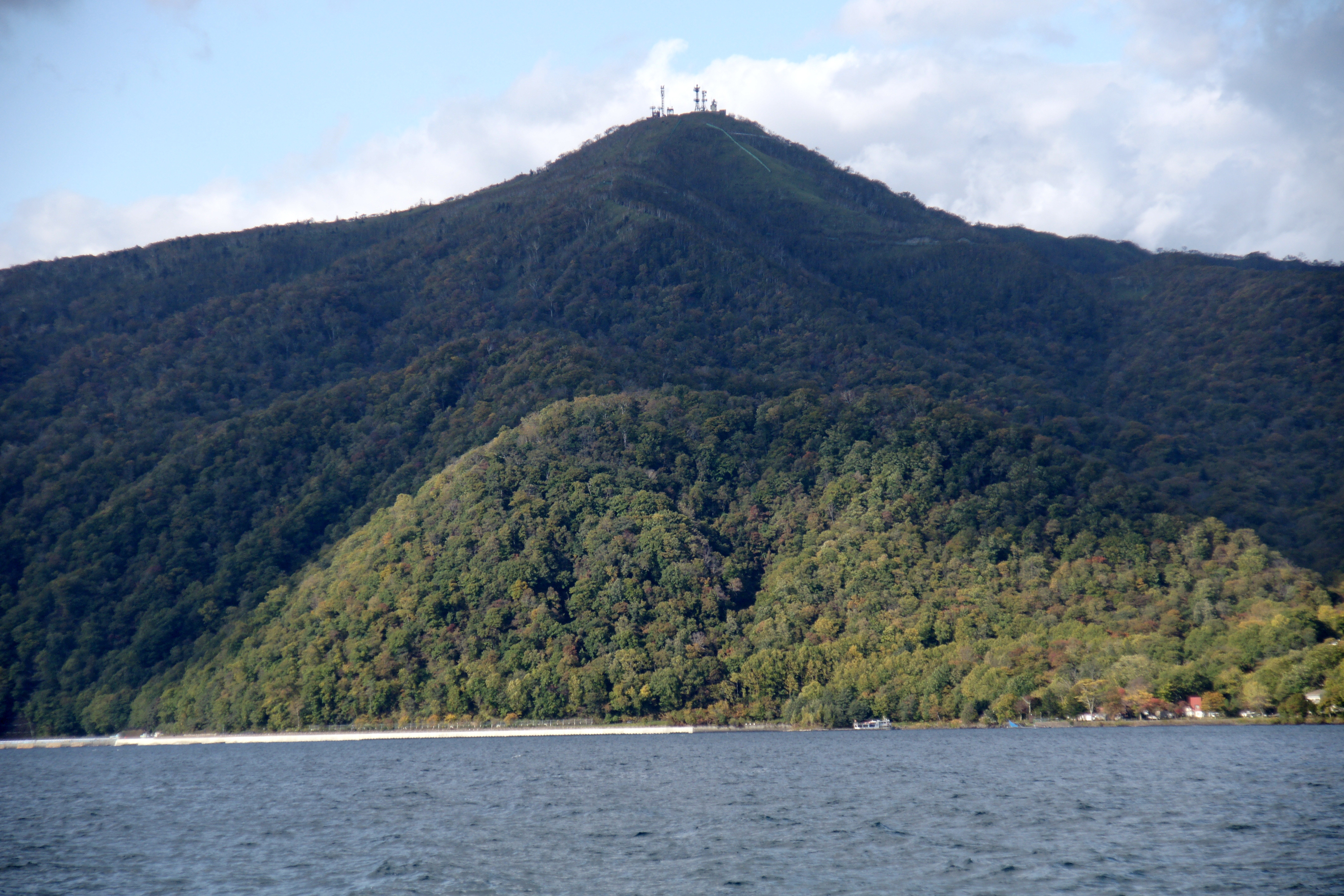
Озеро Сікоцу